# Baligh
Bāligh (arabiska: بالغ, vuxen), mukallaf (arabiska: مكلف, ansvarig), muhallāq (arabiska: محلاق, mentalt mogen), murāhiq (arabiska: مراهق, tonåring) eller muhtalim (arabiska: محتلم, pubertal) avser i islamisk juridisk terminologi någon som har nått mognad eller pubertet och har fullt ansvar enligt islamisk lag.